# 14e étape du Tour d'Italie 2015
Pour un article plus général, voir Tour d'Italie 2015.
La 14e étape du Tour d'Italie 2015 s'est déroulée le samedi 23 mai 2015. Elle part de Trévise et arrive à Valdobbiadene après 59,4 km.

## Parcours
Cette quatorzième étape se déroule sous la forme d'un contre la montre individuel entre Trévise et Valdobbiadene. Le parcours comprend une côte classée en 4e catégorie San Pietro di Feletto (km 35,1).

## Résultats

### Classement de l'étape
| Classement de l'étape | Classement de l'étape | Classement de l'étape | Classement de l'étape | Classement de l'étape |
|                       | Coureur               | Pays                  | Équipe                | Temps                 |
| --------------------- | --------------------- | --------------------- | --------------------- | --------------------- |
| 1er                   | Vasil Kiryienka       | Biélorussie           | Sky                   | en 1 h 17 min 52 s    |
| 2e                    | Luis León Sánchez     | Espagne               | Astana                | + 12 s                |
| 3e                    | Alberto Contador      | Espagne               | Tinkoff-Saxo          | + 14 s                |
| 4e                    | Patrick Gretsch       | Allemagne             | AG2R La Mondiale      | + 23 s                |
| 5e                    | Steven Kruijswijk     | Pays-Bas              | Lotto NL-Jumbo        | + 1 min 9 s           |
| 6e                    | Tanel Kangert         | Estonie               | Astana                | + 1 min 17 s          |
| 7e                    | Jurgen Van den Broeck | Belgique              | Lotto-Soudal          | + 1 min 25 s          |
| 8e                    | Fabio Felline         | Italie                | Trek Factory Racing   | + 1 min 26 s          |
| 9e                    | Tobias Ludvigsson     | Suède                 | Giant-Alpecin         | + 1 min 27 s          |
| 10e                   | Luke Durbridge        | Australie             | Orica-GreenEDGE       | + 1 min 36 s          |
| modifier              |                       |                       |                       |                       |

### Points attribués
| - Arrivée de Valdobbiadene (km 59,4) \| \| Cycliste \| Nat \| Équipe \| Points \| \| -- \| --------------------- \| ----------- \| ------------------- \| ------ \| \| 1 \| Vasil Kiryienka \| Biélorussie \| Sky \| 15 \| \| 2 \| Luis León Sánchez \| Espagne \| Astana \| 12 \| \| 3 \| Alberto Contador \| Espagne \| Tinkoff-Saxo \| 9 \| \| 4 \| Patrick Gretsch \| Allemagne \| AG2R La Mondiale \| 7 \| \| 5 \| Steven Kruijswijk \| Pays-Bas \| Lotto NL-Jumbo \| 6 \| \| 6 \| Tanel Kangert \| Estonie \| Astana \| 5 \| \| 7 \| Jurgen Van den Broeck \| Belgique \| Lotto-Soudal \| 4 \| \| 8 \| Fabio Felline \| Italie \| Trek Factory Racing \| 3 \| \| 9 \| Tobias Ludvigsson \| Suède \| Giant-Alpecin \| 2 \| \| 10 \| Luke Durbridge \| Australie \| Orica-GreenEDGE \| 1 \| |                       |             |                     |        |
| | Cycliste              | Nat         | Équipe              | Points |
| 1 | Vasil Kiryienka       | Biélorussie | Sky                 | 15     |
| 2 | Luis León Sánchez     | Espagne     | Astana              | 12     |
| 3 | Alberto Contador      | Espagne     | Tinkoff-Saxo        | 9      |
| 4 | Patrick Gretsch       | Allemagne   | AG2R La Mondiale    | 7      |
| 5 | Steven Kruijswijk     | Pays-Bas    | Lotto NL-Jumbo      | 6      |
| 6 | Tanel Kangert         | Estonie     | Astana              | 5      |
| 7 | Jurgen Van den Broeck | Belgique    | Lotto-Soudal        | 4      |
| 8 | Fabio Felline         | Italie      | Trek Factory Racing | 3      |
| 9 | Tobias Ludvigsson     | Suède       | Giant-Alpecin       | 2      |
| 10 | Luke Durbridge        | Australie   | Orica-GreenEDGE     | 1      |

### Cols et côtes
| - San Pietro di Feletto, 4e catégorie (km 35,1) \| \| Cycliste \| Pays \| Équipe \| Points \| \| - \| ------------------ \| ----------- \| ------------------- \| ------ \| \| 1 \| Vasil Kiryienka \| Biélorussie \| Sky \| 3 \| \| 2 \| Patrick Gretsch \| Allemagne \| AG2R La Mondiale \| 2 \| \| 3 \| Kristof Vandewalle \| Belgique \| Trek Factory Racing \| 1 \| |                    |             |                     |        |
| | Cycliste           | Pays        | Équipe              | Points |
| 1 | Vasil Kiryienka    | Biélorussie | Sky                 | 3      |
| 2 | Patrick Gretsch    | Allemagne   | AG2R La Mondiale    | 2      |
| 3 | Kristof Vandewalle | Belgique    | Trek Factory Racing | 1      |

### Classement au temps par équipes
| Classement par équipes au temps | Classement par équipes au temps | Classement par équipes au temps | Classement par équipes au temps |
|                                 | Équipe                          | Pays                            | Temps                           |
| ------------------------------- | ------------------------------- | ------------------------------- | ------------------------------- |
| 1re                             | Astana                          | Kazakhstan                      | en 3 h 58 min 6 s               |
| 2e                              | Sky                             | Royaume-Uni                     | + 3 s                           |
| 3e                              | Tinkoff-Saxo                    | Russie                          | + 1 min 29 s                    |
| modifier                        |                                 |                                 |                                 |

### Classement aux points par équipes
| Classement par équipes aux points | Classement par équipes aux points | Classement par équipes aux points | Classement par équipes aux points | Classement par équipes aux points |
|                                   | Équipes                           | Pays                              |                                   | Point(s)                          |
| --------------------------------- | --------------------------------- | --------------------------------- | --------------------------------- | --------------------------------- |
| 1re                               | Sky                               | Royaume-Uni                       |                                   | 53                                |
| 2e                                | Astana                            | Kazakhstan                        |                                   | 47                                |
| 3e                                | Tinkoff-Saxo                      | Russie                            |                                   | 25                                |
| modifier                          |                                   |                                   |                                   |                                   |

## Classements à l'issue de l'étape

### Classement général
| Classement final général | Classement final général | Classement final général | Classement final général | Classement final général |
|                          | Coureur                  | Pays                     | Équipe                   | Temps                    |
| ------------------------ | ------------------------ | ------------------------ | ------------------------ | ------------------------ |
| 1er                      | Alberto Contador         | Espagne                  | Tinkoff-Saxo             | en 55 h 33 min 0 s       |
| 2e                       | Fabio Aru                | Italie                   | Astana                   | + 2 min 28 s             |
| 3e                       | Andrey Amador            | Costa Rica               | Movistar                 | + 3 min 36 s             |
| 4e                       | Rigoberto Urán           | Colombie                 | Etixx-Quick Step         | + 4 min 14 s             |
| 5e                       | Jurgen Van den Broeck    | Belgique                 | Lotto-Soudal             | + 4 min 17 s             |
| 6e                       | Dario Cataldo            | Italie                   | Astana                   | + 4 min 50 s             |
| 7e                       | Mikel Landa              | Espagne                  | Astana                   | + 4 min 55 s             |
| 8e                       | Damiano Caruso           | Italie                   | BMC Racing               | + 4 min 56 s             |
| 9e                       | Roman Kreuziger          | Tchéquie                 | Tinkoff-Saxo             | + 4 min 57 s             |
| 10e                      | Leopold König            | Tchéquie                 | Sky                      | + 5 min 35 s             |
| modifier                 |                          |                          |                          |                          |

### Classement par points
| Classement par points | Classement par points | Classement par points | Classement par points | Classement par points |
| --------------------- | --------------------- | --------------------- | --------------------- | --------------------- |
|                       | Coureur               | Pays                  | Équipe                | Point(s)              |
| 1er                   | Elia Viviani          | Italie                | Sky                   | 119 points            |
| 2e                    | Giacomo Nizzolo       | Italie                | Trek Factory Racing   | 119 pts               |
| 3e                    | Nicola Boem           | Italie                | Bardiani CSF          | 109 pts               |
| 4e                    | Sacha Modolo          | Italie                | Lampre-Merida         | 91 pts                |
| 5e                    | Philippe Gilbert      | Belgique              | BMC                   | 83 pts                |
| modifier              |                       |                       |                       |                       |

### Classement du meilleur grimpeur
| Classement du meilleur grimpeur | Classement du meilleur grimpeur | Classement du meilleur grimpeur | Classement du meilleur grimpeur | Classement du meilleur grimpeur |
| ------------------------------- | ------------------------------- | ------------------------------- | ------------------------------- | ------------------------------- |
|                                 | Coureur                         | Pays                            | Équipe                          | Point(s)                        |
| 1er                             | Beñat Intxausti                 | Espagne                         | Movistar                        | 61 points                       |
| 2e                              | Simon Geschke                   | Allemagne                       | Giant-Alpecin                   | 53 pts                          |
| 3e                              | Carlos Betancur                 | Colombie                        | AG2R La Mondiale                | 46 pts                          |
| 4e                              | Steven Kruijswijk               | Pays-Bas                        | Lotto NL-Jumbo                  | 43 pts                          |
| 5e                              | Paolo Tiralongo                 | Italie                          | Astana                          | 23 pts                          |
| modifier                        |                                 |                                 |                                 |                                 |

### Classement du meilleur jeune
| Classement du meilleur jeune | Classement du meilleur jeune | Classement du meilleur jeune | Classement du meilleur jeune | Classement du meilleur jeune |
|                              | Coureur                      | Pays                         | Équipe                       | Temps                        |
| ---------------------------- | ---------------------------- | ---------------------------- | ---------------------------- | ---------------------------- |
| 1er                          | Fabio Aru                    | Italie                       | Astana                       | en 55 h 41 min 28 s          |
| 2e                           | Davide Formolo               | Italie                       | Cannondale-Garmin            | + 6 min 37 s                 |
| 3e                           | Esteban Chaves               | Colombie                     | Orica-GreenEDGE              | + 49 min 46 s                |
| 4e                           | Jan Polanc                   | Slovénie                     | Lampre-Merida                | + 52 min 53 s                |
| 5e                           | Fabio Felline                | Italie                       | Trek Factory Racing          | + 1 h 5 min 0 s              |
| modifier                     |                              |                              |                              |                              |

### Classements par équipes

#### Classement au temps
| Classement par équipes au temps | Classement par équipes au temps | Classement par équipes au temps | Classement par équipes au temps |
|                                 | Équipe                          | Pays                            | Temps                           |
| ------------------------------- | ------------------------------- | ------------------------------- | ------------------------------- |
| 1re                             | Astana                          | Kazakhstan                      | en 166 h 21 min 46 s            |
| 2e                              | Sky                             | Royaume-Uni                     | + 7 min 59 s                    |
| 3e                              | Movistar                        | Espagne                         | + 10 min 37 s                   |
| modifier                        |                                 |                                 |                                 |

#### Classement aux points
| Classement par équipes aux points | Classement par équipes aux points | Classement par équipes aux points | Classement par équipes aux points | Classement par équipes aux points |
|                                   | Équipes                           | Pays                              |                                   | Point(s)                          |
| --------------------------------- | --------------------------------- | --------------------------------- | --------------------------------- | --------------------------------- |
| 1re                               | Astana                            | Kazakhstan                        |                                   | 334                               |
| 2e                                | Lampre-Merida                     | Italie                            |                                   | 242                               |
| 3e                                | BMC Racing                        | États-Unis                        |                                   | 205                               |
| modifier                          |                                   |                                   |                                   |                                   |

## Abandons
- 62 -  Tom Boonen (Etixx-Quick Step) : non-partant
- 104 -  André Greipel (Lotto-Soudal) : non-partant
- 106 -  Gregory Henderson (Lotto-Soudal) : non-partant
- 131 -  Michael Matthews (Orica-GreenEDGE) : non-partant